# Prvi na Luni
Prvi na Luni (rusko Первые на Луне) je ruski film, ki je izšel leta 2005. Režiral je Aleksej Fedorčenko.
Film je posnet kot dokumentarec o raziskovanju strmoglavljenega sovjetskega vesoljskega plovila leta 1938 v Čilu. Režiser tako uporablja kombinacijo črno-belega in barvnega filma; večina filma je posneta tako, da izdaja vtis, da posnetek izhaja iz skrite kamere.